# Markéta Vítková
Markéta Vítková (* 2. srpna 1979 Hradec Králové) je česká spisovatelka a ilustrátorka.

## Životopis
Vystudovala Pedagogickou fakultu Univerzity Hradec Králové, obor biologie a výtvarná výchova a Zahradnickou fakultu v Lednici na Moravě Mendelovy univerzity v Brně. Pracovala ve státní správě v oblasti ochrany životního prostředí a později v oblasti památkové péče. Učila na základní škole přírodopis, zeměpis, občanskou nauku a výtvarnou výchovu. V současné době se věnuje psaní a ilustrování knih pro dětské čtenáře. Pro školky, školy, družiny a knihovny pořádá zážitkové semináře s cílem poodhalit dětem, jaké to je být nevidomý. Rovněž připravuje besedy o dinosaurech a o tom, jak vzniká kniha. Žije v Sedlčanech na Příbramsku a má tři děti.

## Dílo

### Knihy
- O velrybě ze Sedlčan. Sedlčany: OS Sedlčany, 2012. 62 s. ISBN 978-80-260-1204-7.
- Tvoříme s dětmi originální dárky. Olomouc-Slavonín: Rubico, 2012. 120 s. ISBN 978-80-7346-137-9.
- Překvapení skřítka Modrovouska. Sedlčany: OS Sedlčany, 2013. 86 s. ISBN 978-80-260-4032-3.
- Výtvarné hrátky z pohádky do pohádky. Olomouc-Slavonín: Rubico, 2013. 152 s. ISBN 978-80-7346-162-1.
- Dinosaurům v patách. Sedlčany: Občanské sdružení pro Sedlčansko a Královéhradecko, 2014. 56 s. ISBN 978-80-260-7097-9.
- Narozeninová kočka. Sedlčany: Občanské sdružení pro Sedlčansko a Královéhradecko, 2015. 32 s. ISBN 978-80-260-8315-3.
- Není moře jako moře. Sedlčany: Občanské sdružení pro Sedlčansko a Královéhradecko, 2017. 49 s. ISBN 978-80-270-1088-2.
- Jednoduché výtvarné nápady. Olomouc-Slavonín: Rubico, 2018. 189 s. ISBN 978-80-7346-245-1.
- Poznej květiny, stromy, zvířátka. Praha: Grada, 2019. 64 s. ISBN 978-80-271-2105-2.
- Kamil – malíř snů. Sedlčany: Občanské sdružení pro Sedlčansko a Královéhradecko, 2020. 84 s. ISBN 978-80-270-7715-1.
- Jak barevná je Modrá. Sedlčany: Občanské sdružení pro Sedlčansko a Královéhradecko, 2021. 92 s. ISBN 978-80-270-9327-4.
- Kamarádky na kolejích. Praha: Spolek přátel Kamila Lhotáka, 2021.
- Dávej pozor!: Přečtu sám. Sedlčany: Občanské sdružení pro Sedlčansko a Královéhradecko, 2022. 111 s. ISBN 978-80-908-2600-7.
- Maruška a motýli. Sedlčany: Spolek pro Sedlčansko a Královéhradecko z.s., 2022. 232 s. ISBN 978-80-908260-1-4.
- Moře pro Vítka. Sedlčany: Spolek pro Sedlčansko a Královéhradecko z.s., 2022. 98 s. ISBN 978-80-908260-2-1.
- Vozíčkov. Sedlčany: Spolek pro Sedlčansko a Královéhradecko z.s., 2022. 82 s. ISBN 978-80-908260-3-8.
- Hadraplán v akci. Praha: Spolek přátel Kamila Lhotáka, 2022.
- O červeném autíčku. Praha: Spolek přátel Kamila Lhotáka, 2022.
- Kde je Fido?. Sedlčany: Spolek pro Sedlčansko a Královéhradecko z.s., 2023. 39 s. ISBN 978-80-908260-4-5.
- Bzzz, hravá knížka o hmyzích opylovačích. Brno: Magistrát města Brna, 2024. 63 s. ISBN 978-80-908507-5-0.

- Bzzz, hravá knížka o hmyzích opylovačích.. Sedlčany: Spolek pro Sedlčansko a Královéhradecko z.s., 2024. 63 s. ISBN 978-80-908260-5-2.

### Výstavy
- 1997 Galerie na mostě Hradec Králové – ex libris
- 2022 Motýlárium Votice - Maruška a motýli - ilustrace
- 2023 ČZU Praha Suchdol - Maruška a motýli - ilustrace
- 2024 sídlo OOAS Národní 41, Praha 1 - Motýlí krása – ilustrace

### Externí odkazy

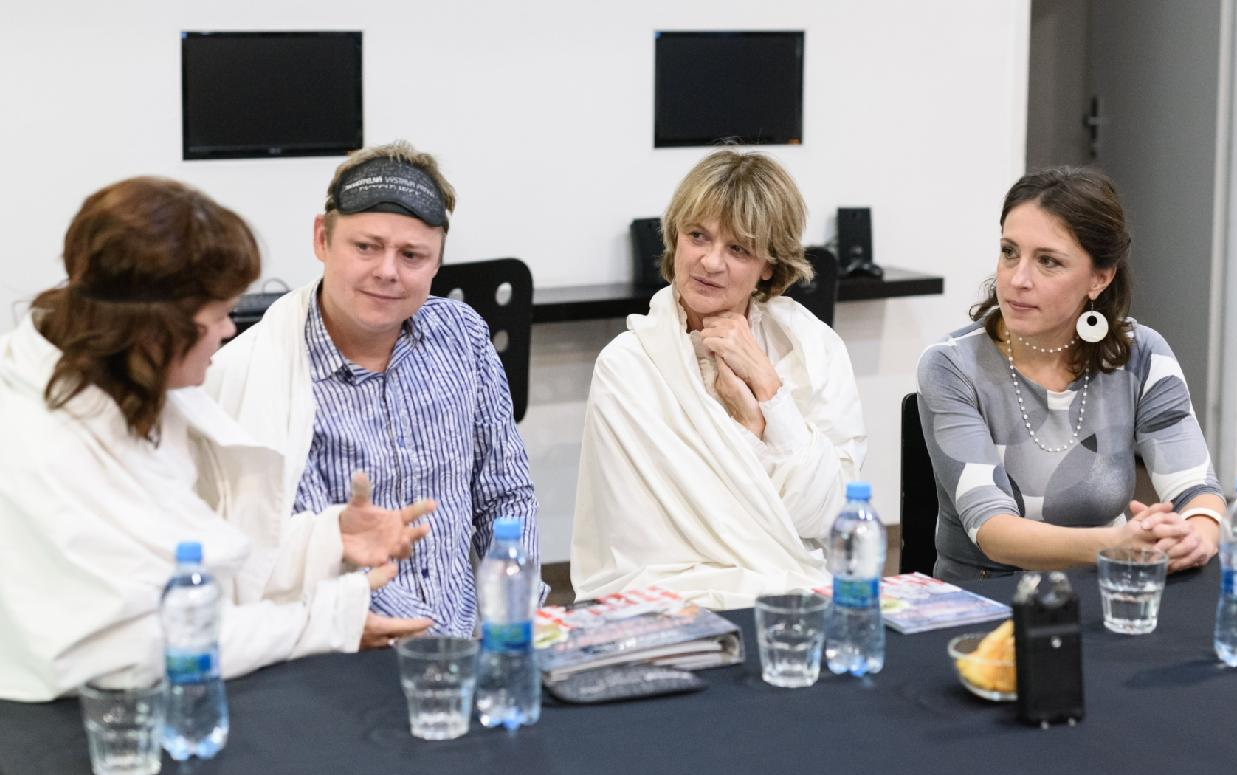
Křest audio a haptické interaktivní knihy Narozeninová kočka na Neviditelné výstavě v Praze v prosinci 2018; zleva kmotry knihy Lenka Novotná, moderátor Rádia Junior Jiří Kohout, Taťjana Medvecká a autorka knihy Markéta Vítková

### Audioknihy
- O velrybě ze Sedlčan. Sedlčany: Spolek pro Sedlčansko a Královéhradecko z.s., 2017.
- Narozeninová kočka. Sedlčany: Spolek pro Sedlčansko a Královéhradecko z.s., 2018.
- Ahoj dinosaure!. Sedlčany: Občanské sdružení Pro Sedlčansko a Královéhradecko, 2019.
- Překvapení skřítka Modrovouska. Sedlčany: Spolek pro Sedlčansko a Královéhradecko, 2020.
- Kamil - malíř snů. Sedlčany: Spolek pro Sedlčansko a Královéhradecko, 2021.
- Není moře jako moře. Sedlčany: Spolek pro Sedlčansko a Královéhradecko, 2022.
- Poznej květiny, stromy, zvířátka. Sedlčany: Spolek pro Sedlčansko a Královéhradecko z.s., 2022.
- Vozíčkov. Sedlčany: Spolek pro Sedlčansko a Královéhradecko z.s., 2023.

### Ocenění
| Kniha                | Ocenění                                        | Rok  | Soutěž                             | Místo / Organizátor                                   |
| -------------------- | ---------------------------------------------- | ---- | ---------------------------------- | ----------------------------------------------------- |
| Bzzz                 | Nejkrásnější kniha veletrhu dle odborné poroty | 2024 | Nejkrásnější kniha veletrhu        | Knižní Radosti 2024 Rakovník                          |
|                      | Speciální cena v oblasti polygrafie            | 2024 | NEJKRÁSNĚJŠÍ ČESKÉ KNIHY ROKU 2024 | Památník národního písemnictví / Ministerstvo kultury |
| Vozíčkov             | Nejkrásnější dětská kniha 2023                 | 2023 | Nejkrásnější dětská kniha 2023     | 33. knižní veletrh v Havlíčkově Brodě                 |
| Maruška a motýli     | Nejkrásnější dětská kniha 2022                 | 2022 | Nejkrásnější dětská kniha 2022     | 32. knižní veletrh v Havlíčkově Brodě                 |
| Jak barevná je modrá | 3. místo v kategorii polygrafie                | 2021 | NEJKRÁSNĚJŠÍ ČESKÉ KNIHY ROKU 2021 | Památník národního písemnictví                        |
| Jak barevná je modrá | Nejkrásnější dětská kniha 2021                 | 2021 | Nejkrásnější dětská kniha 2021     | 31. knižní veletrh v Havlíčkově Brodě                 |